# Radiodiscus coppingers
Radiodiscus coppingers es una especie de molusco gasterópodo de la familia Charopidae en el orden de los Stylommatophora.

## Distribución geográfica
Se encuentra en Argentina, Brasil y Chile. 